# Arbetsförmedling

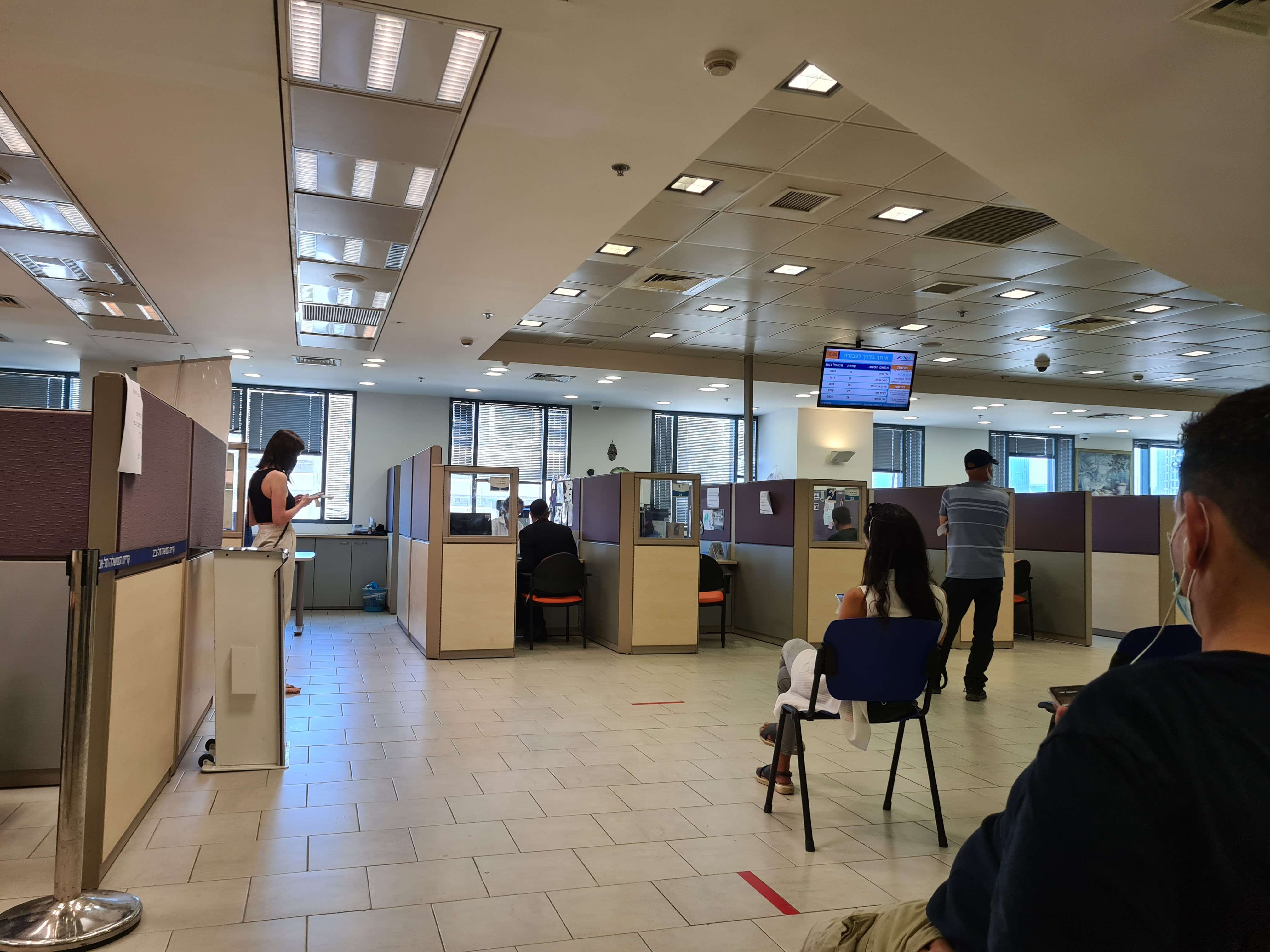
En arbetsförmedling i Israel.

Arbetsförmedling är näringsverksamhet eller allmän verksamhet med syfte att mäkla anställning eller uppdrag. Härmed avses att söka föra samman den som utbjuder sitt arbete (det vill säga den som är arbetslös) med den som söker arbetskraft. Arbetsförmedling organiseras i Sverige bland annat av den statliga Arbetsförmedlingen. 

## Historia i Sverige
Under många år var privata företag förbjudna att bedriva arbetsförmedling i Sverige och de är fortfarande förbjudna att ta betalt av sökande. Bakgrunden är att på 1800-talet fanns privata arbetsförmedlingar som tog mycket betalt av de arbetssökande eller förmedlade jobb som inte fanns på riktigt. De ljög om hur mycket man kunde tjäna (ackordsarbete var vanligt).[källa behövs] En viktig förespråkare för en offentlig arbetsförmedling var Edvard Wavrinsky som skrev två motioner om detta i riksdagen, åren 1900 och 1901. Han argumenterade för att arbetsförmedlingen skulle ha en blandad ledning med representanter från både arbetstagar- och arbetsgivarorganisationer och att förmedlingen skulle vara gratis att använda. Båda motionerna avslogs men diskussionen sådde ändå fröet till att kommunala arbetsförmedlingar började upprättas under åren som följde. Riksdagen förbjöd nya privata arbetsförmedlingar 1935 (SFS 1935:113) och befintliga privata förmedlingar avvecklades, de sista tillstånden gick ut 1967. Privata vinstdrivande arbetsförmedlingar blev lagliga när SFS 1993:440 trädde i kraft och ersatte SFS 1991:746. Flera bestämmelser om uthyrning av arbetskraft togs också bort, så att uthyrning inte längre behövde vara kortvarig och grundas i ett "tillfälligt behov av extra arbetskraft".
Trots förbudet har det i Sverige under 2000-talet, efter att det blivit lättare att få tillfälliga arbetstillstånd, blivit vanligt att icke-EU-medborgare blivit lurade av privata arbetsförmedlingar i hemlandet, till exempel för bärplockningsjobb i Sverige. Vietnamesiska arbetstagare har till exempel fått betala uppemot 140 000 kronor för att få ett jobb och arbetstillstånd i Sverige trots att Migrationsverkets avgift är 2 000 kr.

## I andra länder
I Finland heter verksamheten arbetskraftsservice, kontoren heter arbets- och näringsbyråer (förr arbetskraftsbyråer) och den ansvariga myndigheten är Arbetsministeriet.
EU driver ett nätverk av arbetsförmedlingar som heter Eures (Den europeiska portalen för rörlighet i arbetslivet) och omfattar EU-länderna, Island, Liechtenstein, Norge och Schweiz. Eures tillhandahåller tjänster för arbetsgivare och arbetsköpare som söker personal respektive jobb över landgränserna, utan kostnad för användarna.